# Décembre 1888

## Événements
- La compagnie du Canal de Panama se place en instance auprès des Chambres pour obtenir une prorogation de trois mois qui lui permettrait de faire face à ses engagements.

- 11 décembre : premiers emprunts russes souscrits à Paris. En aidant la Russie à devenir une grande puissance industrielle, la France espère contrebalancer la puissance de l’Allemagne.

- 23 décembre : discours du cardinal Lavigerie à l'Église du Gesù de Rome. Début de sa campagne contre la poursuite de la traite en Afrique centrale et orientale.

- 30 décembre : Victor Adler réunifie le mouvement ouvrier autrichien au congrès de Hainfeld.

- 30 décembre : Vincent van Gogh se mutile l'oreille.

## Naissances
- 2 décembre : Omer Verschoore, coureur cycliste belge († 6 juin 1932).
- 4 décembre : Mimie Wood, bibliothécaire et secrétaire néo-zélandaise († 25 août 1979)
- 20 décembre : Jean Bouin, athlète français († 29 septembre 1914).
- 23 décembre : Louis Antoine, mathématicien français († 8 février 1971).
- 24 décembre : Michael Curtiz, réalisateur américain d'origine hongroise († 10 avril 1962).
- 28 décembre : Friedrich Murnau, réalisateur allemand († 11 mars 1931).
- 29 décembre : Josef Beran cardinal tchèque († 17 mai 1969).

## Décès
- 2 décembre : M. J. Coldwell, chef du Parti social-démocratique du Canada.
- 16 décembre : Gaston de Buisseret Steenbecque de Blarenghien (né en 1831), homme politique belge